# Окулярниця санта-крузька
Окулярниця санта-крузька (Zosterops lacertosus) — вид горобцеподібних птахів родини окулярникових (Zosteropidae). Ендемік Соломонових Островів.

## Таксономія
Раніше санта-крузьку окулярницю відносили до роду Окулярниця (Woodfordia), однак за результатом молекулярно-генетичних досліджень рід був розформований, а види, які відносили до нього, переведені до роду Окулярник (Zosterops)

## Опис
Довжина птаха становить 15-16 см. Кільця навколо очей дуже вузькі. однак додаткові білі пір'їни над очима роблять його візуально більшим. Верхня частина тіла бурштиново-коричнева, верхні покривні пера на крилах і стернові пера рудувато-коричневі. Нижня частина тіла піщано-коричнева, горло оливкове. Очі карі, дзьоб і лапи світло-жовті. Виду не притаманний статевий диморфізм.

## Поширення і екологія
Ренельські окулярниці є ендеміками тропічних лісів острова Нендо в архіпелазі Санта-Крус. Вони живуть парами в кронах дерев і в середньому ярусі лісу.

## Збереження
МСОП вважає стан збереження цього виду близьким до загрозливого. Санта-крузьким окулярницям загрожує знищення природного середовища.